# Liste der zyprischen Abgeordneten zum EU-Parlament (2014–2019)
Die Liste der zyprischen Abgeordneten zum EU-Parlament (2014–2019) listet alle zyprischen Mitglieder des 8. Europäischen Parlamentes nach der Europawahl in der Republik Zypern 2014.

## Mandatsstärke der Parteien
- GUE/NGL: 2
- S&D: 2
- EVP: 2

- GUE/NGL: 2
- S&D: 2
- EVP: 1
- EKR: 1

| Nationale Partei                          | Mandate | Mandate | Fraktion                                                                                  |
| Nationale Partei                          | 2014    | ab 2016 | Fraktion                                                                                  |
| ----------------------------------------- | ------- | ------- | ----------------------------------------------------------------------------------------- |
| Dimokratikos Synagermos (DISY)            | 2       | 1       | Fraktion der Europäischen Volkspartei (EVP)                                               |
| Kinima Allilengyi (KA)                    | 0       | 1       | Europäische Konservative und Reformer (EKR)                                               |
| Anorthotiko Komma Ergazomenou Laou (AKEL) | 2       | 2       | Konföderale Fraktion der Vereinten Europäischen Linken/Nordischen Grünen Linken (GUE/NGL) |
| Dimokratiko Komma (DIKO)                  | 1       | 1       | Fraktion der Progressiven Allianz der Sozialdemokraten im Europäischen Parlament (S&D)    |
| Kinima Sosialdimokraton (EDEK)            | 1       | 1       | Fraktion der Progressiven Allianz der Sozialdemokraten im Europäischen Parlament (S&D)    |
| Gesamt                                    | 6       | 6       |                                                                                           |

## Abgeordnete
| Bild | Name                  | geb. | Partei          | Fraktion | Kommentar |
| ---- | --------------------- | ---- | --------------- | -------- | --- |
|      | Leftéris Christóforou | 1963 | DISY            | EVP      | Nachgerückt am 3. November 2014 für Christos Stylianides                                                                              |
|      | Takis Hadjigeorgiou   | 1956 | AKEL            | GUE/NGL  | |
|      | Kostas Mavridis       | 1962 | DIKO            | S&D      | |
|      | Dimitris Papadakis    | 1966 | EDEK            | S&D      | |
|      | Neoklis Silikiotis    | 1959 | AKEL            | GUE/NGL  | |
|      | Christos Stylianides  | 1963 | DISY            | EVP      | Ausgeschieden am 31. Oktober 2014, anschließend EU-Kommissar für humanitäre Hilfe und Krisenschutz; Nachrücker: Leftéris Christóforou |
|      | Eleni Theocharous     | 1953 | DISYparteilosKA | EVPEKR   | Parteiaustritt im November 2015, Parteibeitritt am 15. Januar 2016, Fraktionswechsel am 7. März 2016                                  |